# Tee for Two
«Гра для двох» (англ. Tee for Two) — двадцятий випуск у серії короткометражних фільмів «Том і Джеррі». Епізод випущено 21 липня 1945 року.

## Сюжет
Том грає в гольф. Внаслідок його першої гри пів лісу зруйновано. Том робить нові спроби вдарити по м'ячу, після 51-ї спроби нарешті попадає, і м'яч потрапляє в лунку… але відразу звідти вистрибує, тому що в лунці сидить Джеррі. Джеррі тікає з поля, але Том вдаряє по м'ячу, який летить дуже далеко, безпомилково потрапляє прямо в Джеррі, і той непритомніє.
Через деякий час Том використовує Джеррі як підставку для м'яча — він змусив мишеня тримати кілочок. Том завдає удар, внаслідок якого на місці Джеррі утворюється величезна яма. Том дивиться вдалину, намагаючись з'ясувати, куди ж упав м'яч — і Джеррі, який встиг під час удару вискочити на ключку, теж дивиться вдалину. Кіт помічає Джеррі і занурює його в мийку для м'ячів. Мишеня відповідає на це плювком мильної води в очі Тома.
Том готується до наступного удару. Джеррі встановлює кілочок для м'яча і сам м'яч, і кіт ударяє. Том посміхається, думаючи, що він потрапив, але м'яч летить у великий валун, рикошетить від нього і потрапляє в зуби Тома.
Наступний удар уціляє біля двох молодих дерев, які ростуть поруч. Том не може вдарити м'яч на цій позиції і тому розсовує дерева ногами. Кіт б'є по м'ячу, але дерева знову різко сходяться. М'яч тим часом залітає в дупло, і активує дерево-однорукий бандит. На слотах з'являються три лимони, і на Тома висипається «джекпот» — багато м'ячів. Джеррі поміняв м'яч на яйце, і Том вдаряє по ньому. У польоті з яйця вилуплюється маленький дятел, який зі звуком винищувача повертається назад і клює Тома.
Том намагається завдати ще один удар, але Джеррі так видовбав м'яч ізсередини, що його неможливо вдарити. Тому сердитий Том ловить мишеня, кидає на його голову понівечений пустотіл м'яча і завдає удар. Мишеня приземляється точно біля лунки, але не потрапляє в неї. Том переконаний, що поруч нікого немає, і зіштовхує Джеррі в лунку. Нарешті, кіт підраховує кількість ударів, і записує в таблицю число 3, але Джеррі висовується з нори і хитає головою: мовляв, «ай-яй-яй, як не соромно!». Том неохоче додає в рахунок ще одну трійку, отримавши, число 33.
Том готується нанести наступний удар по м'ячу. Джеррі користується цим і підв'язує хвіст кота до ключки. Коли Том завдає удар, він виявляє, що сам опинився в лунці по голову. Джеррі б'є кота по голові, змушуючи його проковтнути м'яч. Том сердито біжить за Джеррі, але раз по раз наступає на свої ж власні, розкладені на землі ключки, як на граблі. Кіт завдає удар по м'ячу, і Джеррі злітає в повітря разом з м'ячем. Мишеня виявляє, що воно летить на шматку дерну, і використовує його, як бомбардувальник, відкривши в шматку дерну «бомболюк» і скинувши м'яч на Тома, немов бомбу. Том викопує траншею, щоб захистити себе від «бомбардування», але виявляє, що м'яч не вибухнув, а просто з м'яча випала зовсім крихітна темна кулька. Том узяв кульку, але м'ячик-динаміт здетонував з (сила вибуху приголомшлива).
Шматок дерну з мишеням на ньому летить, врізається в дерево, Джеррі тікає в дупло. Том стукає по дереву ключкою, і Джеррі тягне її в дупло. Том люто тягне ключку до себе, але Джеррі відбирає її в кота. Том залазить на дерево і Джеррі б'є його ззаду. Як наслідок, на голову Тома, на манер шапки, надягається воскове гніздо диких бджіл. Том відчуває гніздо у себе на голові і панікує. Він знімає його і бачить, що бджоли обліпили його голову, і в паніці ховається від бджіл у кущах, але Джеррі знищує укриття кота, обрізавши кущ газонокосаркою. Після цього поголений Том ховається від бджіл у річці, з порожнистою трубкою, для дихання. Джеррі привертає увагу бджіл, перекинувши знак «150 ярдів», на зворотному боці якого написано «Вгадай, хто?» (знак показує на річку). Одна бджілка дивиться в трубку, звідти в неї плює водою Том. Бджоли з розгону летять у трубку (Джеррі «дбайливо» вставляє в неї лійку, щоб бджолам було зручніше), і через трубку кусючі комахи проникають у рот Тома, і жалять його рот. Кіт тікає, він вже дуже далеко… але Джеррі вдаряє по м'ячу і той безпомилково потрапляє в голову Тома.

## Факти
- Назва є пародією на назву Tea for Two[en] (Чай удвох).
- Це — другий мультфільм, у якому Том і Джеррі грають у спортивні ігри, першим був «The Bowling Alley Cat» (Кіт з кегельбану).
- У цьому мультфільмі Том знову не розуміє небезпеки маленької бомби (перший раз — в епізоді «Войовниче мишеня»).
- Ґеґ з «одноруким бандитом» буде використано ще в декількох епізодах.
- У цьому епізоді Джеррі поводиться агресивніше, оскільки, коли вони змагаються, Джеррі ніколи не шахраює першим.
- Судячи з епізоду «Щоденник Джеррі», дія цього мультфільму відбувається 5 квітня, в неділю.
- Закінчення епізоду (Тома, який майже добіг до горизонту, наздоганяє м'яч) таке, як і в епізоді «Мишаче прибирання[ru]» (там Том отримує вугільним кругляком від розгніваної господині).
- Напис «Вгадай, хто?» на зворотному боці знаку «150 ярдів» — посилання на крилату фразу Вуді Вудпекера.